# Costi Ioniță
Costi Ioniță (n. 14 de enero de 1978; Constanza, Rumania) es un cantante de manele y productor musical de Rumania. Durante su carrera musical ha descubierto varios talentos en Rumania y es considerado el artífice del manele moderno. Sin embargo, su trabajo más reconocido ha sido como productor musical, logrando varios premios, entre ellos el de "Mejor productor de Europa del Este" en 2009. En ese año formó el grupo musical Sahara junto a la cantante búlgara Andrea, con quien logró su primer éxito internacional. En 2011 se convirtió en el primer productor rumano en ser nominado a un premio Grammy y fue por su sencillo con Sahara "I Wanna".
Posteriormente, y tras el abandono de Andrea, continuó produciendo a otras artistas de Europa del Este como la serbia Ana Kokić o la exitosa cantante de pop folk búlgara Galena.

## Biografía
Nacido en Constanza, comenzó su carrera musical cantando música tradicional rumana. Sin embargo, ha alcanzado fama como miembro del chico pop Valahia, disfrutando de varios éxitos. En 1999, comenzó a experimentar con Manele, un estilo musical compuesto de los Balcanes. En 2000, colaboró con Adrian Minune, el famoso vocalista de Of, viaţa mea ("Oh, mi vida"), uno de los primeros grandes éxitos de su tipo en Rumania. Después de la disolución de Valahia en 2002, comenzó una carrera en solitario, centrándose en el manele. En este período, colaboró con varios conocidos cantantes de maneles. A diferencia de algunos homólogos romaníes, Costi Ioniţă no usa un apodo.

## Discografía
Sencillos
- 2012: "Love 2 Party" con Celia, Mohombi
- 2015: "Habibi (I Need Your Love)" con Shaggy, Faydee & Mohombi
- 2015: "Te Quiero Mas" con Shaggy, Faydee, Farruko, Don Omar & Mohombi
- 2015: "Universal Love" (Edward Maya con Andrea & Costi)
- 2018: "Harem" (Edward Maya con Emilia & Costi)